# Arrondissement de Saint-Raphaël
L’Arrondissement de Saint-Raphaël est un arrondissement d'Haïti, subdivision du département du Nord. Il a été créé autour de la ville de Saint-Raphaël qui est aujourd'hui son chef-lieu. Il est peuplé par 154 479 habitants (estimation 2009).
L’arrondissement compte cinq communes :
- Saint-Raphaël
- Dondon
- Ranquitte
- Pignon
- La Victoire

Aujourd'hui l'arrondissement de Saint-Raphaël comprend également deux circonscriptions :
- Première circonscription : Saint-Raphaël et Dondon
- Deuxième circonscription : Pignon, La Victoire et Ranquitte.

## Infrastructures
Comme toutes les autres villes du pays, elle est dépourvue de toute infrastructure.  Isolée du reste du département quand la rivière Bouyaha est en crue en l'absence d'un pont qui devait servir de passerelle entre la commune du Dondon et la Ville de Saint Raphaël. Aussi le morne Grand Gilles est une pente glissante, lequel donne du fil à retordre aux chauffeurs de transport public quand les pluies diluviennes s'abattent en Haïti entre les mois mai à novembre.
L'agriculture est l'activité principale des raphaelois (ses). L'irrigation de la plupart des terres repose sur l'existence d'un canal construit par le président Duvalier père, lequel canal a été aménagé à plusieurs reprises par des ONG. On y cultive le riz, les haricots (dans les mornes), le mais, le mil, le tabac. Les arbres fruitiers qui ornent les terres des montagnes font le délice des enfants qui reviennent pour y passer leur vacance d'été. 
A Mathurin, l'une des sections communales, on trouve une végétation importante et beaucoup de fruits mais l'accès au bourg est tellement difficile souvent par des collines très dangereuses que les habitants transportent leurs produits au moyen leur tête pour se rendre au marché communal organisé chaque jeudi.
La ville est dotée d'un marche communal en construction muni d'un abattoir. Ce projet émanant du gouvernement du Président Preval en cours de réalisation.